# 余姚黃氏
余姚黄氏家族，为明朝末年清朝初年中国著名的学术家族。

## 家庭成员
- 黄曰中，官至太仆寺卿
  - 黄尊素（1584年—1626年），明末著名学者，东林党人，万历四十四年进士，官至监察御史。著作：著《忠端公集》六卷，《四书缄》八卷，《隆万两朝列卿记》二卷，《说略》等。

- 黄尊素
  - 黄宗羲（1610年—1695年），思想家、史学家、经学家、文学家、天文历算学家，兼通地理；世称“南雷先生”。著作：《明儒学案》， 《宋元学案》，《明史案》，《明文海》，《明夷待访录》，《行朝录》，《今水经》，《大统历推法》，《四明山志》，《南雷文定》等；今人汇编有《黄宗羲全集》。
  - 黄宗炎（1616年—1686年），经学家，世称“鹧鸪先生”。著作：《周易象辞》二十一卷，《周易寻门余论》一卷，《图学辩惑》一卷，《太极图说辨》，《忧患学易》，《四书会通》，《六书会通》，《寻门余论》，《二晦山栖集》等
  - 黄宗会（1622年—1680年），经学家，世称“石田先生”。著作：《缩斋文集》，《缩斋日记》，《学御录》，《成惟识论注》，《四明游录》等
  - 黄宗辕
  - 黄宗彝

- 黄宗羲
  - 黄百药
  - 黄正宜
  - 黄百家（1643年—1709年），天文历法学家、数学家。著作：《天文志》，《历志》，《内家拳法》，《句股矩测解原》，《王刘异同》，《体独私抄》，《明文授读》等

## 评语
- “余姚以区区一邑，而自明中叶至清中叶二百年间，硕儒辈出，学风沾被全国及海东——换氏自忠端以风节历世；梨洲、晦木、主一兄弟父子，为明清学术承先启后之重心。”——梁启超之《余姚评论》